# Kadenang Ginto
Kadenang Ginto är en filippinsk TV-serie som sändes på ABS - CBN från 8 oktober 2018 till 7 februari 2020.

## Handling
Kadenang Ginto handlar om Romina Andrada, en kvinna som blev våldtagen och därmed gravid. Hon valde, trots det våld hon utsatts för, att behålla barnet. Romina arbetade som sekreterare till affärsmäklaren Robert Mondragon som blir kär och gifter sig med henne. Intrigerna tätnar när Roberts dotter, Daniela, argumenterar för ett bortförande av Romina. Döttrarna till Romina och Daniela, Cassandra och Margaret, slåss om vem som är den rättmätige arvingen till Robert. 

## Rollista (i urval)
Huvudkaraktärerna i serien spelas av:
- Francine Diaz som Cassandra "Cassie" Mondragon
- Andrea Brillantes som Margaret "Marga" Bartolome
- Beauty Gonzalez som Romina Andrada-Mondragon
- Albert Martinez som Roberto "Robert" Mondragon
- Dimples Romana som Daniela Mondragon-Bartolome
- Adrian Alandy som Carlos Bartolome